# 銀杏BOYZ
銀杏BOYZ（ぎんなんボーイズ、英語: Ging Nang Boyz） は、日本のロックバンド。「銀杏ボーイズ」と表記されることもある。
前身のバンドGOING STEADYの時に設立したインディーズレーベル初恋妄℃学園（UKプロジェクト）に所属し活動していたが、後述のメンバーの立て続けの脱退により、ソロにて活動中。

## 来歴
2003年1月、GOING STEADY解散後、峯田和伸が新たに結成した。当初は峯田のソロ名義で、エレファントカシマシの企画盤『花男』にボーカルのみで参加するなどの活動をしていたが、元GOING STEADYのベースの安孫子真哉とドラムの村井守を誘い、チン中村をギターに迎え4人編成で活動を開始。
2003年から2004年にライブ活動のかたわら、レコーディングを行い、2005年1月15日、『DOOR』『君と僕の第三次世界大戦的恋愛革命』を2枚同時発売。オリコンアルバムチャートでそれぞれ6位と7位にランクインする。
2005年2月から全国ツアー「銀杏BOYZ 世界ツアー 2005」を開始する。最初のライヴ中に峯田が肋骨を骨折して数公演を延期し、6月に右足を骨折して再度数公演が延期になるも、9月10日Zepp Sendaiをファイナルにし全日程を終了する。実質的なツアーファイナルの9月23日日比谷野外大音楽堂公演で、治癒途上の右足を再び骨折した。その間の8月7日に出演した「ROCK IN JAPAN FESTIVAL」で、峯田和伸がライブ中全裸になり、書類送検された。11月に下北沢の再開発計画を考えるプロジェクト「S.O.S. (The Sound of Shimokitazawa)」へ峯田が弾き語りで出演し、その後、チン中村とブログで募集した女性4人と共に"敏感少年隊"を結成した。
2007年7月28日夜に、ボーカルの峯田が台北でのライブの際、舞台の上で下半身を見せ、警察当局の取り調べを受けた。29日付の台湾紙、聯合報によると、警察当局は刑法の風紀妨害罪に触れるとしている。ただし、峯田は故意ではなかったと説明したという。9月にヨーロッパ企画主催の第四回「ショートショートムービーフェスティバル」に本選ゲスト監督として参加した。映像作品「黄金」を出品。11月30日にTBSの報道番組『筑紫哲也 NEWS23』内の金曜深夜便コーナーに生出演し、『光』を生演奏。テレビ番組への出演はGOING STEADY時代に一度あったが演奏はしておらず、生放送はこれが初となった。ボーカルの峯田は短パン一丁で演奏し、番組MC陣が囲むテーブルの上に乗りながら熱唱しているところで番組は終了した。2007年12月 - 2008年1月、「せんそうはんたいツアー」を7公演（6公演＋追加1公演）行う。
2008年8月にRISING SUN ROCK FESTIVAL 2008 in EZOに参加した。ライブの模様は、2016年3月に発売されたバンドにとって初の公式ライヴ映像作品『愛地獄』に収録されている。
2011年6年から7月にかけて、東日本大震災の被害にあった地域を中心に「銀杏BOYZ 2011 スメルズ・ライク・ア・ヴァージン・ツアー」を挙行した。
2013年11月に、9年ぶりとなるアルバムを2枚同時に発売することと安孫子真哉とチン中村の脱退が告知され、12月に村井守の脱退が予告された。
2014年1月15日に、アルバム『光のなかに立っていてね』、ライブリミックスアルバム『BEACH』を発売した。
2016年12月18日に写真展「ファーストアルバム」～銀杏BOYZと川島小鳥と池袋パルコ～ 峯田和伸×川島小鳥トークイベントで、シングル集をカセットテープのみで発売することを発表した。
2017年2月に初のシングル集『ラストラーダ』を発売し、5月に約1年ぶりとなるツアー銀杏BOYZ presents 「東京のロック好きの集まり」「大阪のロック好きの集まり」「仙台のロック好きの集まり」それぞれを催し、10月に日本武道館で「日本の銀杏好きの集まり」を単独公演してチケットは完売した。
2020年7月22日に、2014年から2020年の活動をまとめた書籍「ドント・トラスト銀杏BOYZ」の発売を発表した。8月12日に初のオンラインライブ「銀杏BOYZ スマホライブ2020」を配信した。

## メンバー
| 名前                          | プロフィール                                          | 担当楽器        | 備考 |
| ----------------------------- | ----------------------------------------------------- | --------------- | --- |
| 峯田 和伸 （みねた かずのぶ） | 1977年12月10日（47歳）、A型 日本 山形県東村山郡山辺町 | ボーカル ギター | - 東京情報大学経営情報学部経営学科卒。 - GOING STEADYでデビュー。俳優としても活動。 - 主な使用機材はリッケンバッカー・381、330。フェンダー・ジャズマスター。 - 初期にはハグストローム製のギターも使用していた。 |

| 名前                          | プロフィール                                                  | 担当楽器 | 備考 |
| ----------------------------- | ------------------------------------------------------------- | -------- | --- |
| 村井 守 （むらい まもる）     | 1978年1月15日（47歳）、O型 日本 山形県山形市                  | ドラム   | - 峯田とは高校の同級生。 - 阿佐ヶ谷美術専門学校卒業。 - GOING STEADYでデビュー。 - 中島みゆきとは従姉（村井の父と中島の母が姉弟）関係にある。 - 2013年12月22日、Ustream生放送にて脱退を発表。 - 2014年1月15日付けで脱退する。 - 離脱後は、制作会社に就職し現在は、AP（アシスタントプロデューサー）。 |
| 安孫子 真哉 （あびこ しんや） | 1978年9月17日（46歳） 日本 山形県寒河江市                     | ベース   | - 東京国際大学中退。 - 愛称は「あびちゃん」。 - GOING STEADYでデビュー。 - BOYS NOWの角張渉と共にSTIFFEEN RECORDSというレーベルを設立、運営している。 - 主な使用機材はフェンダー・ジャズベース。 - 他にもセイモア・ダンカン製やリッケンバッカー製のベースも使用していた。 - 2013年11月15日、公式HPにて脱退を正式発表（2013年の春、離脱）。 - 2014年10月、自身がチーフプロデューサーを務めるレーベル「KiliKiliVilla」を設立した。 |
| チン 中村 （ちん なかむら）   | 本名：中村 章宏 1978年11月22日（46歳）、O型 日本 埼玉県所沢市 | ギター   | - 明治大学卒業。 - 元BOYS NOW、SNOTTY、Derangements。 - 峯田と素人女性とのユニット、敏感少年隊でも活動。 - 鉄道マニア。 - 2007年11月交際中の女性が妊娠していることが発覚。 - 2008年5月15日に結婚。 - 主な使用ギターはギブソン・レスポール、レスポール・スペシャル、フェンダー・テレキャスター、ストラトキャスターなど。 - レコーディングではギブソン・SG（カクバリズム代表、角張渉からの借り物）ヤマハ・SGなども使用していた。 - 2013年11月15日、公式HPにて脱退を正式発表（2012年の夏、離脱）。 - 離脱後は芸名を「中村明珍（みょうちん）」と改め、僧侶修行を経て山口県屋代島（周防大島）に家族そろって移住。 - 野菜農家「中村農園」を主宰している。 |

### サポートメンバー
2015年8月30日、大阪・泉大津フェニックスで開催された「RUSH BALL 2015」以降はサポートメンバーを迎えてライブを行っている。2017年5月28日の「東京のロック好きの集まり」生出演は、山本、加藤、藤原、岡山が担当した。
| 名前      | 担当楽器 | 備考 |
| --------- | -------- | --- |
| 藤原 寛   | ベース   | - 元andymori、現ALのメンバー。 - 2015年8月30日、大阪・泉大津フェニックスで開催された「RUSH BALL 2015」に参加。                              |
| 岡山 健二 | ドラム   | - 元andymori、現classicus、THE PRETTY TONESのメンバー。 - 2017年5月28日、新木場STUDIO COASTで開催された「東京のロック好きの集まり」に参加。 |
| 山本 幹宗 | ギター   | - 元The Cigavettes、現sunsiteのメンバー。 - 2015年9月27日、幕張メッセで開催された「Bowline 2015」に参加。                                   |
| 加藤 綾太 | ギター   | - 元ポニーテールスクライム、THE 2のメンバー。 - 2017年5月28日、新木場STUDIO COASTで開催された「東京のロック好きの集まり」に参加。           |

| 名前      | 担当楽器 | 備考 |
| --------- | -------- | --- |
| 後藤 大樹 | ドラム   | - 元andymori、現ALのメンバー。 - 2015年8月30日、大阪・泉大津フェニックスで開催された「RUSH BALL 2015」に参加。                        |
| 菊地 椋介 | ギター   | - 元さよなら、また今度ね、現Debbiehemlockのメンバー。 - 2015年8月30日、大阪・泉大津フェニックスで開催された「RUSH BALL 2015」に参加。 |

## ディスコグラフィ

### アルバム
|                  | 発売日         | タイトル                         | 規格品番  | 備考                                                                     |
| ---------------- | -------------- | -------------------------------- | --------- | ------------------------------------------------------------------------ |
| スタジオ         | 2005年1月15日  | 君と僕の第三次世界大戦的恋愛革命 | SKOOL-005 | オリコン最高6位、登場回数19回                                            |
| スタジオ         | 2005年1月15日  | DOOR                             | SKOOL-006 | オリコン最高7位、登場回数19回                                            |
| サウンドトラック | 2010年7月28日  | SEX CITY 〜セックスしたい〜      | SKOOL-025 | 銀杏BOYZと壊れたバイブレーターズ 名義 舞台『裏切りの街』サウンドトラック |
| スタジオ         | 2014年1月15日  | 光のなかに立っていてね           | SKOOL-021 | オリコン最高2位、登場回数8回                                             |
| ライブリミックス | 2014年1月15日  | BEACH                            | SKOOL-022 | オリコン最高4位、登場回数6回                                             |
| スタジオ         | 2020年10月21日 | ねえみんな大好きだよ             | SKOOL-049 | オリコン最高12位、登場回数9回                                            |

### シングル
|      | 発売日         | タイトル                           | 規格品番  | 備考                                                                                          |
| ---- | -------------- | ---------------------------------- | --------- | --------------------------------------------------------------------------------------------- |
|      | 2007年4月11日  | 僕たちは世界を変えることができない | SKOOL-014 | 峯田和伸とシックスナインズ 名義 DVD『僕たちは世界を変えることができない』エンディングテーマ曲 |
| 1st  | 2007年8月22日  | あいどんわなだい                   | SKOOL-015 | オリコン最高6位、登場回数10回                                                                 |
| 2nd  | 2007年11月21日 | 光                                 | SKOOL-016 | オリコン最高7位、登場回数9回                                                                  |
| 3rd  | 2008年11月19日 | 17才                               | SKOOL-019 | 映画『俺たちに明日はないッス』主題歌 オリコン最高7位、登場回数9回                             |
| 4th  | 2009年12月2日  | ボーイズ・オン・ザ・ラン           | SKOOL-020 | 映画『ボーイズ・オン・ザ・ラン』主題歌 オリコン最高9位、登場回数8回                           |
| 5th  | 2010年5月7日   | ピンクローター                     | SKOOL-024 | 舞台『裏切りの街』主題歌 通販販売のみ                                                         |
| 6th  | 2016年4月13日  | 生きたい                           | SKOOL-034 | オリコン最高20位、登場回数5回                                                                 |
|      | 2016年10月26日 | 骨                                 | PRVA-3012 | テレビドラマ『奇跡の人』エンディングテーマ曲 『奇跡の人』DVD-BOX初回限定封入特典              |
| 7th  | 2017年7月26日  | エンジェルベイビー                 | SKOOL-040 | 第一弾3ヶ月連続シングル オリコン最高20位、登場回数7回                                         |
| 8th  | 2017年8月30日  | 骨                                 | SKOOL-041 | 第二弾3ヶ月連続シングル オリコン最高25位、登場回数8回                                         |
| 9th  | 2017年9月27日  | 恋は永遠                           | SKOOL-042 | 第三弾3ヶ月連続シングル オリコン最高12位、登場回数6回                                         |
| 10th | 2019年7月5日   | いちごの唄                         | SKOOL-050 | 映画『いちごの唄』主題歌 劇場限定発売                                                         |
| 11th | 2021年7月21日  | 少年少女                           | SKOOL-056 | TVアニメ『Sonny Boy』主題歌 オリコン最高18位、登場回数11回                                    |
| 12th | 2021年12月15日 | GOD SAVE THE わーるど              | SKOOL-059 | 配信                                                                                          |

### その他参加楽曲
| 発売日        | タイトル                                                                                      | 規格品番                        | 収録曲                   |
| ------------- | --------------------------------------------------------------------------------------------- | ------------------------------- | ------------------------ |
| 2003年3月19日 | エレファントカシマシトリビュートアルバム『花男』                                              | BFCA-83510                      | 「悲しみの果て」         |
| 2008年3月12日 | 峯田に美津留シングル「つたわり/つたわれ!」                                                    | UMCK-9202                       | 「つたわれ!」            |
| 2009年1月14日 | 『少年メリケンサック』シングル「ニューヨークマラソン/守ってあげたい」                         | VPCC-82632                      | 「ニューヨークマラソン」 |
| 2009年1月21日 | 『少年メリケンサック オリジナル・サウンドトラック』                                           | VPCD-81619                      | 「ニューヨークマラソン」 |
| 2009年6月26日 | DJやついいちろう『DJやついいちろう 1』                                                        | VICL-63348                      | 「BABY BABY」            |
| 2010年12月1日 | ロマンチスト〜THE STALIN・遠藤ミチロウTribute Album〜                                         | BVCL-148                        | 「JUST LIKE A BOY」      |
| 2015年2月4日  | THE BLUE HEARTS 30th ANNIVERSARY ALL TIME MEMORIALS〜SUPER SELECTED SONGS〜with TRIBUTE ALBUM | MECR-4011 MECR-5011（初回限定） | 「TOO MUCH PAIN」        |
| 2021年7月21日 | TV ANIMATION「Sonny Boy」soundtrack 1st half                                                  | VTJL-5                          | 「少年少女 TV ver.」     |
| 2021年9月8日  | TV ANIMATION「Sonny Boy」soundtrack                                                           | VTCL-60548                      | 「少年少女 TV ver.」     |

### 書籍
| 発売日                                        | タイトル                                                              | 規格品番                                        | 解説 |
| --------------------------------------------- | --------------------------------------------------------------------- | ----------------------------------------------- | --- |
| 2006年9月27日（単行本） 2010年1月29日（文庫） | 恋と退屈                                                              | 978-4309017822（単行本） 978-4309410012（文庫） | |
| 2007年4月26日                                 | GING NANG SHOCK! ギンナン・ショック 上 〜「目覚めよ」と叫ぶ声あり〜   | 978-4861912627                                  | |
| 2007年4月26日                                 | GING NANG SHOCK! ギンナン・ショック 下 〜21世紀にっぽん青春大冒険記〜 | 978-4861912634                                  | |
| 2015年1月15日                                 | 銀杏BOYZ写真集『純血』                                                | 978-4778314293                                  | 2003年から現在まで銀杏BOYZのオフィシャルカメラマン村井香が撮りため、記録してきた、初の銀杏BOYZ写真集。                                        |
| 2016年4月13日                                 | 「愛地獄」パンフレット                                                |                                                 | |
| 2016年12月7日                                 | ファーストアルバム                                                    | 978-4907435912                                  | 川島小鳥・銀杏BOYZトリビュート写真集。 |
| 2016年12月7日                                 | 銀杏BOYZぴあ                                                          | 978-4835631912                                  | |
| 2017年10月13日                                | 銀杏の夕べ新聞                                                        |                                                 | |
| 2018年5月21日                                 | いちごの唄                                                            | 978-4023317086                                  | 銀杏BOYZの詞曲をもとに、NHK朝ドラ「ちゅらさん」「ひよっこ」などで知られる脚本家・岡田惠和が書き下ろす青春物語。峯田和伸描き下ろしの絵も収録。 |
| 2019年1月15日                                 | 銀杏の夕べ新聞 VOL.2                                                  |                                                 | |
| 2020年7月22日                                 | ドント・トラスト銀杏BOYZ                                              | 978-4768313411                                  | |

## タイアップ
| タイトル                     | タイアップ先                                                                                                |
| ---------------------------- | --- |
| 「17才」                     | 映画『俺たちに明日はないッス』主題歌                                                                        |
| 「BABY BABY」                | さくらんぼテレビ『マッコイ 小木の￥道中 もっでっぞ山形』主題歌 映画『パーフェクト・レボリューション』主題歌 |
| 「ボーイズ・オン・ザ・ラン」 | 映画『ボーイズ・オン・ザ・ラン』主題歌                                                                      |
| 「ピンクローター」           | dTVドラマ『裏切りの街』主題歌                                                                               |
| 「いちごの唄」               | ファントム・フィルム配給映画『いちごの唄』主題歌                                                            |
| 「少年少女」                 | テレビアニメ『Sonny Boy』主題歌                                                                             |

## 主なライブ

### ワンマンライブ・主催イベント
- 2004年12月10日〜2005年01月15日 - せんそうはんたいツアー
- 2005年01月23日 - 不登校生徒集会 イン 渋谷公会堂
- 2005年02月22日〜09月10日 - 世界ツアー 2005

- 02月22日 - ニセ東京革命
- 02月24日 - ぐんま土一揆
- 02月27日 - ひらがな表記、2番目らしいよ
- 02月28日 - ネバネバタウン
- 03月08日 - 砂丘で秘め事
- 03月10日 - 瀬戸内海リトルスターウォーズ エピソード7
- 04月11日 - 君の育てた温州みかんを抱いて
- 04月13日 - 最大風速観測しすぎ
- 04月15日 - 鹿とおれ、どっちが大切なんだよ
- 04月18日 - 旧清水市の住民感情逆撫でGIG」
- 05月01日 - ぐんやまじゃないよ、こおりやまだよ
- 05月03日 - さくらんぼ男、つまみ食い女大集合
- 05月05日 - 佐渡トキ保護センターでおれを保護してくれ
- 05月08日 - 平均気温マイナス50℃くらいでしょう、どうせ
- 05月09日 - 流氷食べ放題GIG
- 05月11日 - 時計台型の腕時計をしたあの娘
- 05月13日 - 五稜郭の憂鬱
- 05月15日 - りんご、りんご、りんご、五輪、アテネ、超気持ちいい
- 05月17日 - 北東北センチメンタル奇行
- 05月19日 - もう、このツアーあきた
- 05月21日 - おれ、さっきうるさかた?
- 05月29日 - 恋の蜃気楼・君が霞んで見える
- 05月31日 - 東尋坊で初デート
- 06月01日 - 百万石分の愛をあげよう
- 06月03日 - PS.信州そば、おいしかったよ
- 06月05日 - 私たちのほしいもの、それは海
- 06月02日 - ネバネバタウン
- 07月17日 - 南のはてで、北大路欣也を見た
- 08月15日 - 瀬戸大橋巨泉
- 08月31日 - 道頓堀暴走テクニカルファウル
- 09月04日 - それでもやっぱり味噌が好き
- 09月06日 - 銀杏BOYZ vs 淫乱GIRLS開戦前夜
- 09月10日 - Final

- 2005年10月23日 - 高円寺にて爆烈ストーカー作戦 BANG!
- 2007年12月10日〜2008年01月21日 - 銀杏BOYZ せんそうはんたいツアー
- 2008年03月29日 - イノマー＆ミネタpresents 『童貞たちのクリスマスイブ2007』
- 2008年07月06日 - 銀杏BOYZは神様を恨む
- 2011年06月27日〜07月07日 - 銀杏BOYZ 2011「スメルズ・ライク・ア・ヴァージン・ツアー」
w/内郷げんこつ会 / WILD FANCYS / PASSING TRUTH DRIVE
- 2016年01月23日・01月25日 - 銀杏BOYZ / KING BROTHERS「となりのバンドマンツアー 2016」
- 2016年06月22日〜08月03日 - 銀杏BOYZ 「世界平和祈願ツアー 2016」
- 2016年08月17日 - 特別公演「東京の銀杏好きの集まり」
- 2019年01月15日 - 特別公演「世界がひとつになりませんように」

### 出演イベント
- 2003年08月01日 - ROCK IN JAPAN FESTIVAL 2003
- 2003年08月23日 - 小岩井ロックフェスティバル
- 2003年09月27日 - SET YOU FREE TOUR 2003
- 2004年07月23日 - ダイノジロックフェスティバル
- 2004年08月07日 - ROCK IN JAPAN FESTIVAL 2004
- 2004年08月27日 - SET YOU FREE SUMMER FESTA 2004
- 2004年09月23日 - SET YOU FREE TOUR 2004
- 2004年10月11日 - サンボマスター「男どアホウサンボマスター VS 銀杏BOYZ」
- 2005年04月29日 - ARABAKI ROCK FEST.04292005
- 2005年08月07日 - ROCK IN JAPAN FESTIVAL 2005
- 2005年08月20日 - RISING SUN ROCK FESTIVAL 2005 in EZO
- 2005年08月23日 - VINTAGE ROCK presents VINTAGE 2005
- 2005年08月26日 - SET YOU FREE SUMMER FESTA 2005
- 2005年08月28日 - MONSTER baSH 2005
- 2005年12月16日 - マキシマム ザ ホルモン VS 2マンツアー巌流島～勝ちとか負けとか関係ないやん、だって友達やん!～VS銀杏BOYZ
- 2006年04月30日 - ARABAKI ROCK FEST.06
- 2007年02月02日 - DIENOJI ROCK FESTIVAL VOLUME 2
- 2007年03月17日 - AP BANG! 東京環境会議 vol.1 TOKYO CREATORS MEETING
- 2007年07月22日 - SETSTOCK'07
- 2007年08月25日 - MONSTER baSH 2007
- 2007年09月02日 - RUSH BALL 2007
- 2007年09月17日 - 仙台一偶
- 2007年10月19日 - SCHOOL OF LOCK! LIVE TOUR YOUNG FLAG 07
- 2007年11月21日 - SPARTA LOCALS企画「平成ロマン vol.1」
- 2008年02月11日 - 夢のような時間　～DRF3 AFTER PARTY IN KAWASAKI CLUB CITTA'　with 銀杏BOYZ／SION／ダイノジ～
- 2008年04月26日 - ARABAKI ROCK FEST.08
- 2008年06月13日 - ガガガSP ツアー2008「声に出すと赤っ恥」
- 2008年06月22日 - Hot Stuff 30th Anniversary『BLACK AND BLUE』
- 2008年08月16日 - RISING SUN ROCK FESTIVAL 2008 in EZO
- 2008年08月30日 - RUSH BALL 2008
- 2008年12月13日 - club SONIC iwaki 7th Anniversary event「ギフト2」
- 2009年02月10日 - 「少年メリケンサック」公開直前　栗田かんなのバレンタインナイト
- 2009年09月25日 - ガガガSP「長田大行進曲」
- 2010年09月25日 - ガガガSP「長田大行進曲」
- 2014年08月20日 - UKFC on the Road 2014
- 2014年12月26日 - ATF 15th 大感謝祭!フォーエヴァーヤング!! ～豊洲で5PM編～
- 2015年05月03日 - VIVA LA ROCK 2015
- 2015年05月05日 - ガガガSP 全国行脚ツアー2015 「ガガガを聴いたらコンニチワ!!」
- 2015年06月21日 - YATSUI FESTIVAL! 2015
- 2015年08月15日 - RISING SUN ROCK FESTIVAL 2015 in EZO
- 2015年08月30日 - RUSH BALL 2015
- 2015年09月20日 - club SONIC iwaki Anniversary「ギフト2015」vol.2
- 2015年09月27日 - TOWER RECORDS presents Bowline 2015 curated by クリープハイプ & TOWER RECORDS
- 2015年10月02日 - サンボマスター "3×ボ=15 ANNIVERSARY サンボマスターとキミ TOUR 2015"
- 2016年01月18日 - 音楽と人 LIVE 2016 Northern Soul NIGHT
- 2016年04月30日 - ARABAKI ROCK FEST.16
- 2016年05月07日 - こんがりおんがく祭
- 2016年05月29日 - VIVA LA ROCK 2016
- 2016年08月27日 - RUSH BALL 2016
- 2016年09月03日 - BAYCAMP 2016
- 2016年09月10日 - 寺フェス'16 in 山形県朝日町若宮寺
- 2016年09月24日 - 男どアホウ サンボマスター 2016
- 2016年10月15日 - SET YOU FREE SUMMER FESTA 2016
- 2016年10月30日 - BOROFESTA 2016
- 2016年11月27日 - club SONIC iwaki 15周年企画 vol.07「ぼくは君を探しに来たんだ」